# Emperador Toba
L'emperador Toba (Toba Tenn, 24 de febrer del 1103 - 20 de juliol del 1156) fou el 74è emperador del Japó, segons l'ordre tradicional de la successió, i ha regnat nominalment del 1107 a 1123, el poder sent en els fets exercit pel seu avi, l'emperador retirat Shirakawa. A la mort d'aquest últim el 1129, Toba es fa també emperador retirat. El seu nom personal era príncep Munehito.
A la mort de l'enclaustrat Emperador Toba en 1156, l'Emperador Go-Shirakawa i el retirat Emperador Sutoku (tots dos fills de Toba) van disputar-se la successió real al «Tron del crisantem», que va mantenir Go-Shirakawa.